# Metalectra discalis
Metalectra discalis är en fjärilsart som beskrevs av Augustus Radcliffe Grote 1876. Metalectra discalis ingår i släktet Metalectra och familjen nattflyn. Inga underarter finns listade i Catalogue of Life.